# Boeing TB
El Boeing TB (o Model 63) fue un biplano bombardero torpedero diseñado para la Armada de los Estados Unidos y construido por Boeing en 1927.

## Desarrollo y diseño
El TB fue una versión mejorada del Martin T3M, con recubrimiento de tela. Estaba construido enteramente de duraluminio, con recubrimiento de tela. Las alas de misma envergadura eran grandes y sin escalonamiento, y podían plegarse hacia atrás, reduciendo la envergadura a 6,6 m para almacenaje. El tren de aterrizaje de ruedas era de configuración convencional y podía ser intercambiado por flotadores. Como avión terrestre, las unidades principales del tren llevaban ruedas gemelas. La parte inferior del fuselaje incorporaba una estación acristalada para el bombardero.
Incluso antes de que los tres XBT-1 fueran entregados, la Oficina de Aeronáutica de la Armada había cambiado su opinión acerca de lo que se necesitaba en un bombardero torpedero, y basada en su experiencia con el NAF XTN-1, había decidido que un avión bimotor se ajustaba mejor a la tarea. Habiéndose convertido en redundantes, no se construyeron más TB aparte de los prototipos.

## Variantes
XTB-1
Prototipo, uno construido (matrícula A7024).
TB-1 (Model 63)
Aviones de serie, dos construidos (matrículas A7025/7026).

## Operadores
Estados Unidos
- Armada de los Estados Unidos

## Especificaciones
Referencia datos: Bowers, 1966, p. 63

### Características generales
- Tripulación: Tres (piloto, artillero y bombardero)
- Longitud: 12,45 m
- Envergadura: 16,76 m
- Altura: 4,12 m
- Superficie alar: 80,6 m²
- Peso vacío: 2558 kg
- Peso cargado: 4339 kg
- Peso útil: 1922,8 kg
- Planta motriz: 1× Motor lineal V-12 refrigerado por líquido Packard 3A-2500.
  - Potencia: 544 kW (730 hp)

### Rendimiento
- Velocidad nunca excedida (Vne): 185 km/h
- Velocidad crucero (Vc): 160,9 km/h
- Velocidad de entrada en pérdida (Vs): 95 km/h
- Alcance: 1413 km
- Techo de vuelo: 3810 m (12 500 pies)
- Régimen de ascenso: 3,8 m/s (754 pies/min)

### Armamento
- Ametralladoras: 

  - 1x Browning M1919 de 7,62 mm fija de fuego frontal
  - 1x Browning de 7,62 mm flexible de fuego trasero
- Otros: 

  - 1x torpedo Bliss-Leavitt

### Secuencias de designación
- Secuencia Numérica (interna de Boeing): ← 54 - 55 - 58 - 63 - 64 - 66 - 67 →
- Secuencia T_B (Torpederos de la Armada estadounidense, 1922-1935 (Boeing, 1923-1962)): TB

### Listas relacionadas
- Anexo:Aeronaves militares de los Estados Unidos (navales)